# Forfatter Martin Jensen og hustru Manja Jensen Legat
Forfatter Martin Jensen og hustru Manja Jensen Legat er et litterært legat der uddeles årligt.
Legatet blev oprettet i 1983 efter Martin Jensens død af hans enke, kommunisten Manja Kupfer, der var flygtning fra Litauen. Det tildeles en fortjenstfuld forfatter (lyriker eller romanforfatter), hveranden gang en forfatter af jødisk oprindelse og hveranden gang en jyde.

## Modtagere
- 1983: Anne Marie Løn
- 1984: Knud Holst
- 1985: Nina Malinovski
- 1986: Mette Kappel
- 1987:
- 1988:
- 1989
- 1990
- 1991
- 1992: Jytte Borberg
- 1993: Sam Besekow
- 1994: Janus Kodal
- 1995: Pia Tafdrup
- 1996: Henning Mortensen
- 1997: Nina Foighel
- 1998: Viggo Madsen
- 1999
- 2000: Sally Altschuler
- 2001: Hans Otto Jørgensen
- 2002: Daniel Zimakoff
- 2003
- 2004: Erik Trigger Olesen
- 2005
- 2006
- 2007: Iben Claces
- 2008
- 2009
- 2010
- 2011
- 2012: Thøger Jensen
- 2013
- 2014
- 2015: Cindy Lynn Brown
- 2016: Glenn Christian
- 2017
- 2018